# Kanaal van Bristol
Het Kanaal van Bristol (Engels: Bristol Channel, Welsh: Môr Hafren) is een grote inham en verbindt de rivier de Severn met de Keltische Zee (Atlantische Oceaan) in het westen, waarbij het Sint-Georgekanaal de inham verbind met de Ierse Zee.
De inham scheidt South West England van South Wales. Op het breedste punt is het Kanaal van Bristol 50 km breed.
Het kanaal is belangrijk voor wadvogels onder andere vanwege het enorme getijdenverschil van 13 meter; alleen de Fundybaai in oost Canada heeft een nog groter getijdenverschil.
Eilanden in het kanaal zijn Lundy, Steep Holm en Flat Holm.
In de Tweede Wereldoorlog werd de PLUTO pijplijn, die na de invasie in Normandië de geallieerden van brandstof zou voorzien, uitgetest in het kanaal van Bristol.